# C4H6N2S
化学式C4H6N2S（摩尔质量：114.17 g/mol）可以指：
- 甲巰咪唑，CAS号：60-56-0
- 2-噻唑甲胺，CAS号：55661-33-1
- 2,5-二甲基噻二唑，CAS号：27464-82-0

|  | 这个同类索引页列出了具有相同分子式的化学物（即同分異構體）条目。 除非您是有意链接至本页，否则应将相应条目的内部链接指向正确的条目。 |